# Land of the Free (álbum)
Land of the Free es el cuarto álbum de la banda alemana de power metal Gamma Ray, lanzado en 1995 a través de Noise Records. Fue el primero sin Ralf Scheepers, mientras que el guitarrista Kai Hansen, fundador de la banda, adoptó el papel de cantante. Aunque esta no era la primera vez que cantaba, pues había cantado en Helloween hasta 1987 y en "Heal Me" del disco anterior, esta sería la primera vez en ocho años, que sería el cantante exclusivo de la banda.
Además, el bajista Jan Rubach y el guitarrista Dirk Schlächter intercambiaron funciones. Poco después, Schlächter tomó las funciones de bajista y Henjo Richter pasó a guitarra rítmica. Rubach y Nack formarían una banda juntos llamada Anesthesia.
El Tema "Afterlife" se compuso como tributo a Ingo Schwichtenberg, compañero de Hansen en Helloween, que se suicidó poco antes de la publicación del disco. Parte del solo de "All of the Damned" está basada en la canción de Eagles "Hotel California".

## Lista de canciones
1. "Rebellion in Dreamland" (Hansen) – 8:44
2. "Man on a Mission" (Hansen) – 5:49
3. "Fairytale" (Hansen) – 0:50
4. "All of the Damned" (Hansen) – 5:00
5. "Rising of the Damned" (Hansen) – 0:43
6. "Gods of Deliverance" (L:Hansen M:Rubach) – 5:01
7. "Farewell" (Schlächter) – 5:11
8. "Salvation's Calling" (Rubach) – 4:36
9. "Land of the Free" (Hansen) – 4:38
10. "The Saviour" (Hansen) – 0:40
11. "Abyss of the Void" (Hansen) – 6:04
12. "Time to Break Free" (Hansen) – 4:40
13. "Afterlife" (L:Hansen M:Rubach) – 4:46

Pistas adicionales en la reedición de 2003
1. "Heavy Metal Mania" (Mortimer) - 4:49 (Cover de Holocaust)
2. "As Time Goes By (pre-Production version)" (Hansen/Sielck) - 4:53
3. "The Silence '95" (Hansen) - 6:29

## Créditos
Gamma Ray
- Kai Hansen - guitarra y voz
- Dirk Schlächter - guitarra solista
- Jan Rubach - bajo
- Thomas Nack - batería

Músicos invitados
- Sascha Paeth - teclados
- Hansi Kürsch -voz adicional en "Farewell", coros en "Land of the free" y "Abyss of the void"
- Michael Kiske - voz principal en "Time to Break Free", coros y voz adicional en "Land Of The Free"

- Datos: Q1931178